# Gent-Wevelgem 2013

## Mannen Elite

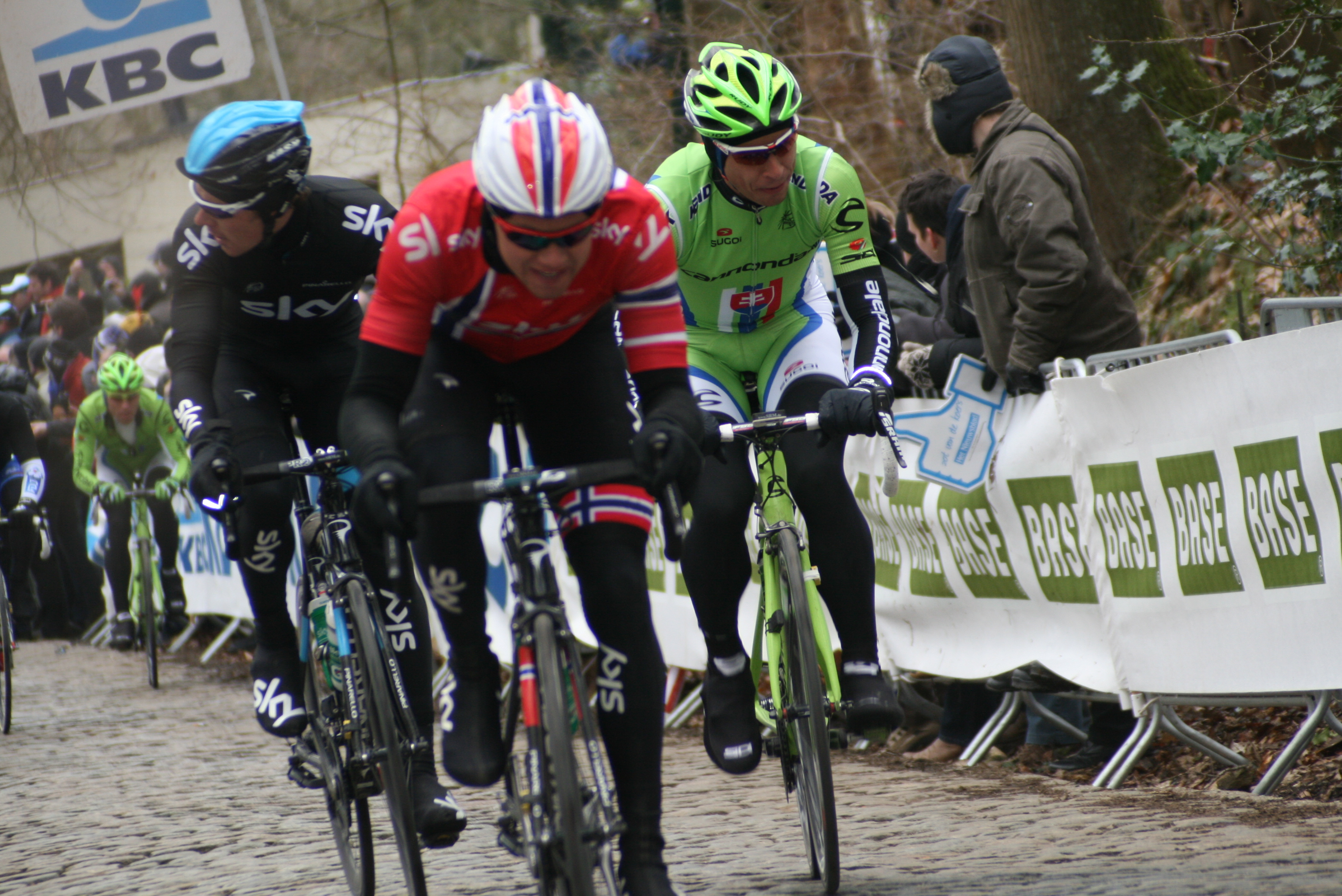
Boasson, Hagen en Sagan bij de beklimming van de Kemmelberg tijdens Gent-Wevelgem 2013

De 75e editie van de wielerwedstrijd Gent-Wevelgem werd gereden op zondag 24 maart 2013. De start was voorzien in Deinze, maar door het dreigend winterweer besliste de organisatie om de renners te sparen. De officieuze start zou wel gegeven worden op de Markt in Deinze, maar daarna stapten de renners terug op de bus om naar de officiële start in Gistel te rijden. Van daaruit zetten de renners dan hun tocht verder naar de finish in Wevelgem over een afstand van 183,4 km.

### Parcours
De wedstrijd startte normaal in Deinze, om daarna westwaarts naar West-Vlaanderen en de Belgische kust te trekken. De officiële start werd echter in Gistel gelegd. Daar boog het parcours af naar het zuiden naar de Westhoek. Daarna volgde een ingekorte passage door Frans-Vlaanderen. Zo werd de Kasselberg slechts eenmaal beklommen in plaats van de oorspronkelijk geplande tweemaal. Daarna trok de koers oostwaarts door het West-Vlaams Heuvelland, met twee passages over de Kemmelberg, om vervolgens via Ieper richting aankomstplaats Wevelgem te rijden.

#### Hellingen
In totaal werden 9 hellingen opgenomen in het aangepaste parcours.
| Nummer | Naam         | Kilometer |
| ------ | ------------ | --------- |
| 1      | Kasselberg   | 86,0      |
| 2      | Katsberg     | 101,8     |
| 3      | Kokereelberg | 105,5     |
| 4      | Baneberg     | 111,2     |
| 5      | Kemmelberg   | 119,2     |
| 6      | Monteberg    | 123,1     |
| 7      | Baneberg     | 129,4     |
| 8      | Kemmelberg   | 137,4     |
| 9      | Monteberg    | 141,3     |

### Wedstrijdverloop
De eerste 45 kilometer van deze Gent-Wevelgem werden geschrapt door het slechte weer. De renners tekenden het startblad in Deinze maar werden toen naar Gistel gebracht met hun ploegbus voor de officiële start. Daar werd wel het startschot gegeven en kon het peloton vertrekken voor 183,4 kilometer wedstrijd. Deze was van in het begin zeer heftig, er werd stevig doorgetrokken en het peloton verbrokkelde. Halfkoers kwamen groepjes samen en was er een groep van 100 renners vertrokken. Op ruim 90 kilometer van de meet trok Juan Antonio Flecha fors door en kreeg hij twee man mee, de Kazak Assan Bazayev en de Fransman Matthieu Ladagnous. Phillipe Gilbert wou van uit het peloton naar de leiders toerijden en tijdens deze versnelling viel Tom Boonen, die na de eerste keer Kemmelberg zou opgeven. Ondertussen was er een klein groepje van 10 man naar de leiders toegereden. Hierbij topfavoriet Peter Sagan, ex-winnaar Bernhard Eisel en verschillende andere mooie namen, zoals Greg Van Avermaet, Heinrich Haussler en Stijn Vandenbergh. Na de tweede keer Kemmelberg moest Bazayev lossen en even later kreeg Jens Debusschere materiaalpech. Hierdoor werd de kopgroep herleid tot 11, die samen tot in Wevelgem reden. Op 3 kilometer van de meet versnelde Sagan uit de kopgroep, de rest twijfelde en hij was vertrokken. Hij kwam aan in Wevelgem met 23 seconden voorsprong op de achtervolgers, waar Borut Bozic de sprint won voor de 2e plaats. Greg Van Avermaet vervolledigde het podium.

### Deelnemende ploegen
Naast de 19 UCI World Tourploegen kregen nog zes ploegen een wildcard voor Gent-Wevelgem. Zo kwamen er 25 ploegen aan de start.
| 19 UCI World Tour-ploegen | 19 UCI World Tour-ploegen | 19 UCI World Tour-ploegen | 6 wildcards                 |
| ------------------------- | ------------------------- | ------------------------- | --------------------------- |
| AG2R-La Mondiale          | FDJ                       | Omega Pharma-Quick Step   | Accent-Wanty                |
| Argos-Shimano             | Team Garmin-Sharp         | Orica-GreenEdge           | Crelan-Euphony              |
| Astana Pro Team           | Lampre-Merida             | RadioShack-Leopard        | Topsport Vlaanderen-Baloise |
| Blanco Pro Cycling        | Lotto-Belisol             | Saxo-Tinkoff              | Cofidis, Solutions Crédit   |
| BMC Racing Team           | Katjoesja Team            | Sky ProCycling            | Europcar                    |
| Cannondale Pro Cycling    | Team Movistar             | Vacansoleil-DCM           | IAM Cycling                 |
| Euskaltel-Euskadi         |                           |                           |                             |

### Uitslag
| Gent-Wevelgem 2013 |                      |                             |          |
| Plaats             | Naam                 | Ploeg                       | Tijd     |
| Winnaar            | Peter Sagan          | Cannondale Pro Cycling Team | 4u29'10" |
| 2                  | Borut Božič          | Astana                      | +23"     |
| 3                  | Greg Van Avermaet    | BMC Racing Team             | z.t.     |
| 4                  | Heinrich Haussler    | IAM Cycling                 | z.t.     |
| 5                  | Juan Antonio Flecha  | Vacansoleil-DCM             | z.t.     |
| 6                  | Matthieu Ladagnous   | FDJ-BigMat                  | z.t.     |
| 7                  | Bernhard Eisel       | Sky ProCycling              | z.t.     |
| 8                  | Stijn Vandenbergh    | Omega Pharma-Quick Step     | +24"     |
| 9                  | Jaroslav Popovytsj   | RadioShack-Leopard          | z.t.     |
| 10                 | Andrey Amador        | Team Movistar               | z.t.     |
| 11                 | André Greipel        | Lotto-Belisol               | +40"     |
| 12                 | Arnaud Démare        | FDJ                         | z.t.     |
| 13                 | Matti Breschel       | Team Saxo-Tinkoff           | z.t.     |
| 14                 | Alexander Kristoff   | Katjoesja                   | z.t.     |
| 15                 | Elia Viviani         | Cannondale Pro Cycling Team | z.t.     |
| 16                 | Bryan Coquard        | Team Europcar               | z.t.     |
| 17                 | Thor Hushovd         | BMC Racing Team             | z.t.     |
| 18                 | Mark Cavendish       | Omega Pharma-Quick Step     | z.t.     |
| 19                 | Boy van Poppel       | Vacansoleil-DCM             | z.t.     |
| 20                 | Edvald Boasson Hagen | Sky ProCycling              | z.t.     |

## Vrouwen Elite
Dit was de tweede editie van deze wedstrijd bij de vrouwen. 

### Voornaamste deelnemende ploegen
| Merkenploegen          | Merkenploegen                |
| ---------------------- | ---------------------------- |
| Argos-Shimano          | Boels Dolmans Cycling Team   |
| Cyclelive Plus–Zannata | Hitec Products               |
| Rabobank-Liv Giant     | Lotto Belisol Ladies         |
| Parhotel Valkenburg    | Topsport Vlaanderen-Bioracer |

### Uitslag
| Plaats  | Naam               | Ploeg                       | Tijd     |
| ------- | ------------------ | --------------------------- | -------- |
| Winnaar | Kirsten Wild       | Argos-Shimano               | 3u09'55" |
| 2       | Sanne Van Paassen  | Rabobank-Liv Giant          | z.t.     |
| 3       | Kelly Druyts       | Topsport Vlaanderen-Pro-Duo | z.t.     |
| 4       | Jolien D'Hoore     | Lotto-Belisol Ladies        | z.t.     |
| 5       | Martina Thomasson  | Cramo Go:Green              | + 0'01"  |
| 6       | Annelies Dom       | Cyclelive Plus–Zannata      | z.t.     |
| 7       | Latoya Brulee      | Cyclelive Plus–Zannata      | z.t.     |
| 8       | Jolanda Neff       | Rabobank-Liv Giant          | z.t.     |
| 9       | Isabelle Söderberg | Cramo Go:Green              | z.t.     |
| 10      | Iris Slappendel    | Rabobank-Liv Giant          | z.t.     |

1934 · 1935 · 1936 · 1937 · 1938 · 1939 · 1940 · 1941 · 1942 · 1943 · 1944 · 1945 · 1946 · 1947 · 1948 · 1949 · 1950 · 1951 · 1952 · 1953 · 1954 · 1955 · 1956 · 1957 · 1958 · 1959 · 1960 · 1961 · 1962 · 1963 · 1964 · 1965 · 1966 · 1967 · 1968 · 1969 · 1970 · 1971 · 1972 · 1973 · 1974 · 1975 · 1976 · 1977 · 1978 · 1979 · 1980 · 1981 · 1982 · 1983 · 1984 · 1985 · 1986 · 1987 · 1988 · 1989 · 1990 · 1991 · 1992 · 1993 · 1994 · 1995 · 1996 · 1997 · 1998 · 1999 · 2000 · 2001 · 2002 · 2003 · 2004 · 2005 · 2006 · 2007 · 2008 · 2009 · 2010 · 2011 · 2012 · 2013 · 2014 · 2015 · 2016 · 2017 · 2018 · 2019 · 2020 · 2021 · 2022 · 2023 · 2024
Lijst van beklimmingen
 Tour Down Under · 
 Parijs-Nice · 
 Tirreno-Adriatico · 
 Milaan-San Remo · 
 Ronde van Catalonië · 
 E3 Harelbeke · 
 Gent-Wevelgem · 
 Ronde van Vlaanderen · 
 Ronde van het Baskenland · 
 Parijs-Roubaix · 
 Amstel Gold Race · 
 Waalse Pijl · 
 Luik-Bastenaken-Luik · 
 Ronde van Romandië · 
 Ronde van Italië · 
 Critérium du Dauphiné · 
 Ronde van Zwitserland · 
 Ronde van Frankrijk · 
 Clásica San Sebastián · 
 Ronde van Polen · 
  Eneco Tour · 
 Ronde van Spanje · 
 Vattenfall Cyclassics · 
 GP Ouest France-Plouay · 
 Grote Prijs van Quebec · 
 Grote Prijs van Montreal · 
 UCI Ploegentijdrit · 
 Ronde van Lombardije · 
 Ronde van Peking